# Pôle d'équilibre territorial et rural du Pays Monts et Barrages
Le Pôle d'équilibre territorial et rural du Pays Monts et Barrages est un Pôle d'équilibre territorial et rural situé dans le département de la Haute-Vienne et la région Nouvelle-Aquitaine.
Le PETR est créé le 15 décembre 2014 et succède au Pays (aménagement du territoire) éponyme.
Elle compte 21 116 habitants répartis sur 34 communes.
Elle regroupe la communauté de communes de Noblat, la communauté de communes des Portes de Vassivière et la communauté de communes Briance Combade.
Le pays est classé Pays d'art et d'histoire.
Il est situé sur la bordure occidentale du plateau de Millevaches.